# Peckhamia montana
Espèce
Synonymes
- Descanso montanus Bryant, 1943

Peckhamia montana est une espèce d'araignées aranéomorphes de la famille des Salticidae.

## Distribution
Cette espèce est endémique de la La Vega en République dominicaine,. Elle se rencontre vers Jarabacoa.

## Description
Le mâle holotype mesure 3,7 mm.
Le mâle décrite par Cala-Riquelme, Bustamante, Crews et Cutler en 2020 mesure 3,58 mm.

## Systématique et taxinomie
Cette espèce a été décrite sous le protonyme Descanso montanus par Bryant en 1943. Elle est placée dans le genre Peckhamia par Cala-Riquelme, Bustamante, Crews et Cutler en 2020.

## Publication originale
- Bryant, « The salticid spiders of Hispaniola. » Bulletin of the Museum of Comparative Zoology, vol. 92, no 9, 1949, p. 445-529 (texte intégral).